# Павло Куртик
Павло Куртик е османски феодал в санджак Арванид на земите между реките Ерзен и Шкумбини в днешна централна Албания. Във феод на Павло Куртик в годините 1431/32 г. са били 26 села.

## Живот
Той е един от последните християни в управлението на Османската империя. След битката при Балши в днешните албански земи трайно и стабилно се установява османска власт. В резултат Павло Куртик, както и неговите потомци и наследници, приемат исляма като господстваща държавна религия в Османската империя. Павло Куртик приема титла субашия и османско име, а тримата му внуци носят имената Ибрахим, Юсуф и Хюсеин.
Павло Куртик е емблематичен пример за интеграцията на старата аристокрация на Балканите в рамките на новата османска военно-ленна спахийска администрация.